# José García Castro
José García Castro (Melilla, 10 juni 1933 – Málaga, 10 mei 2003), beter bekend onder zijn voetbalnaam Pepillo, was een Spaans profvoetballer.

## Carrière

### Melilla
Pepillo werd geboren in de Spaanse autonome stad Melilla dat tegen de grens van Marokko ligt. Op 16-jarige leeftijd tekende hij een contract bij het lokale Melilla. Na drie seizoenen te hebben gevoetbald in de Segunda División wekte Pepillo de interesse van Sevilla en Atlético Madrid. Afgevaardigden van Atlético Madrid kwamen hem bekijken in een wedstrijd tegen Málaga, maar hij maakte op hen geen indruk. Sevilla bood hem wel een contract aan en in 1954 vertrok Pepillo naar de club van trainer Helenio Herrera.

### Sevilla
In zijn eerste volledige seizoen bereikte Pepillo met Sevilla de finale van de Spaanse beker na Real Madrid in de halve finale te hebben uitgeschakeld. Twee jaar later behaalde hij met zijn club een tweede plaats in de competitie. Hiermee stelde Sevilla deelname aan de Europacup I veilig, omdat kampioen Real Madrid zich reeds als titelverdediger voor het Europese bekertoernooi had geplaatst. Sevilla bereikte de kwartfinales maar werd daarin door de latere winnaar Real Madrid uitgeschakeld. Pepillo won met zijn club ook de eerste drie edities van de Trofeo de Carranza in 1955, 1956 en 1957. In 1959 vertrok Pepillo na een aanbod van Real Madrid naar de Spaanse hoofdstad als mogelijke opvolger voor de inmiddels 33-jarige Alfredo Di Stéfano. De Spaanse media hadden de spits toen reeds omgedoopt tot toreador omdat hij vanwege zijn tengere postuur meer weg had van een stierenvechter dan van een voetballer.

### Real Madrid
Bij Real Madrid ondervond Pepillo de nodige concurrentie van spelers als Di Stéfano, Didi, Mateos en Rial. Nadat Di Stéfano begin 1960 uitviel met een blessure greep Pepillo zijn kans en scoorde hij in vier wedstrijden acht keer. Vijf van zijn doelpunten maakte hij tegen Elche. Pepillo leek daarmee kans te maken op een basisplek, maar het volgende seizoen versterkte Real Madrid zich met Luis del Sol. De spits kwam nog vijf competitiewedstrijden in actie totdat de club besloot hem in 1961 een jaar lang te verhuren aan River Plate.

### River Plate
Na het voor Argentinië dramatisch verlopen WK voetbal van 1958 besloten Alberto Armando en Antonio Vespucio Liberti het over een andere boeg te gooien. De twee voorzitters van Boca Juniors en River Plate versterkten hun clubs begin jaren 60 massaal met buitenlandse spelers. De op huurbasis van Real Madrid overgekomen Pepillo was een van die twintig voetballers. Het project dat door de media werd omgedoopt tot Fútbol Espectáculo had echter niet het gewenste effect. Zowel in 1960 als in 1961 werd geen van beide clubs Argentijns kampioen.
River Plate was al twee jaar op zoek naar een opvolger voor Ángel Labruna, die in 1959 afscheid van de club had genomen als topscorer aller tijden. Hoewel Pepillo een kopsterke spits was die tegen alle tegenstanders van de Grote Vijf wist te scoren, kon hij het publiek van River Plate niet overtuigen. Na 7 doelpunten in 18 duels keerde hij terug naar Spanje.

### Mallorca
Pepillo wilde na zijn terugkomst bij Real Madrid snel vertrekken naar een andere club. In juli 1962 toonde Juventus belangstelling in hem en zijn teamgenoot Manuel Bueno, maar zij kozen uiteindelijk voor Del Sol. Pepillo vertrok daarop voor een recordbedrag van 1,5 miljoen peseta's naar Mallorca.
In zijn eerste seizoen bij Mallorca presteerde de club goed in thuisduels tegen grote tegenstanders. Het boekte overwinningen op Atlético Madrid (4-0), Athletic Bilbao (1-0), FC Barcelona (2-0) en Real Madrid (5-2). De laatste overwinning was controversieel omdat Real Madrid bij de transfer van Pepillo naar Mallorca had laten vastleggen dat de spits niet tegen zijn oude club opgesteld mocht worden. Vlak voor de wedstrijd had Mallorca deze clausule met Real-voorzitter Santiago Bernabéu willen heronderhandelen. Zij belden daarom met Bernabéu maar die nam zijn telefoon niet op. Uit woede hierover kreeg trainer José Luis Saso vanuit de clubleiding toestemming om Pepillo toch op te stellen tegen Real Madrid. Met twee doelpunten droeg hij vervolgens bij aan een 5-2 overwinning op zijn voormalige club. In de terugwedstrijd nam Real Madrid revanche. Terwijl het al kampioen was, en Mallorca de punten hard nodig had om niet te degraderen, bezorgde het de Rojinegros een 5-2 nederlaag. Uiteindelijk degradeerde Mallorca alsnog omdat het gedurende het seizoen tegen de kleinere clubs punten had laten liggen. Pepillo nam dat jaar 12 doelpunten voor zijn rekening. Het daaropvolgende seizoen scoorde hij er 15, maar dat bleken er niet genoeg om terug te keren naar de Primera División.

### Málaga
De laatste drie seizoenen van zijn carrière speelde Pepillo in dienst van Málaga. Met de club promoveerde hij twee keer naar de Primera División. Pepillo bleef in Málaga wonen tot aan zijn overlijden op 69-jarige leeftijd.

## Erelijst
Met Real Madrid:
- Primera División (2): 1960/61 en 1961/62
- Copa Generalísimo (1): 1961/62
- Europacup I (1): 1959/60
- Wereldbeker voor clubs (1): 1960

Met Málaga:
- Segunda División (1): 1966/67